# 樋口裕一
樋口 裕一（ひぐち ゆういち、1951年 - ） は、日本の著述家、教育者（作文・小論文）。多摩大学名誉教授、小論文指導ゼミナール白藍塾塾長、MJ日本語教育学院学院長。大分県出身。

## 略歴
1951年、大分県日田市に生まれ、早稲田大学第一文学部卒業、立教大学大学院仏文科博士後期課程満期退学。
フランス文学・アフリカ文学の翻訳を行うかたわら、1980年代より大学受験小論文の指導を始め、多くの小論文参考書によって「樋口式」と呼ばれる指導法を確立し、「小論文の神様」と呼ばれるようになった。
2000年ころから一般書も多数書き、2004年刊行の『頭がいい人、悪い人の話し方』（PHP新書）は250万部を超えるベストセラーになり、2005年の全図書の年間ベストセラー１位を記録した。著作は、学習参考書と一般書、共著書を合わせて250冊を超す。
クラシック音楽愛好家として知られており、クラシック音楽関係の著書もある。2005年に始まった音楽祭ラ・フォル・ジュルネ・オ・ジャポンのアンバサダーの一人として、音楽祭の紹介に当たった。
東進ハイスクール小論文講師、京都産業大学客員教授、多摩大学経営情報学部教授を経て、多摩大学名誉教授・小論文指導ゼミナール白藍塾塾長・MJ日本語教育学院学院長。

## 著作

### 受験参考書
- 『ぶっつけ小論文』シグマベスト 文英堂 1988
- 『受かる小論文の書き方 YesかNoか、まず結論から決めろ』ごま書房 1990
- 『入試小論文合格マニュアル』大学受験スーパーゼミ 桐原書店 1991
- 『小論文このネタで勝負 学部別"5つの切り札"を覚えるだけで、対策は万全』ごま書房 1991
- 『早慶に受かる小論文　何をどう書くか学部別徹底分析と対策』ごま書房 1992
- 『推薦入試小論文・作文合格マニュアル』大学受験スーパーゼミ 桐原書店 1992
- 『小論文の30時間』文英堂 1992
- 『手とり足とり小論文 「書けない」「苦手」でも、これで合格レベルに』ごま書房 1993
- 『フレッシュ推薦入試　短大小論文・作文』桐原書店 1994
- 『小論文の赤本　94年度最新版　大学別・攻略のポイント』ごま書房 1994
- 『合格小論文のネタ集 志望校・学部別に応用自由自在』ごま書房 1995
- 『小論文・作文の極意 鉄人・樋口就職試験に出る』ロングセラーズ 1995
- 『読むだけ小論文』学習研究社 大学受験ポケットシリーズ 1995
- 『基礎強化入試小論文 偏差値ぐんぐん』学習研究社 1996
- 『推薦入試のための受かる小論文の書き方 「原稿用紙の使い方」から「頻出テーマ別書き方」まで』 ごま書房 1996
- 『誰にでもすぐ書ける就職小論文の書き方』学習研究社 1996
- 『「型」書き小論文』学習研究社 1997
- 『頻出テーマ別課題小論文合格マニュアル』桐原書店 1997
- 『合格小論文上達(秘)テクニック』ごま書房 1997
- 『小論文で入る! 国公立大・トップ私大編』志望タイプ別合格一直線 学習研究社 1997
- 『早慶に受かる小論文 最新版』ごま書房 1997
- 『大学・学部別合格小論文予想問題集』ごま書房 1997
- 『天下無敵の自己PR・志望動機』土屋書店 1997
- 『早わかり頻出テーマ小論文』語学春秋社・中継新書 1997
- 『21世紀の学力作文力をつける』学習研究社 自分学習シリーズ 1998
- 『小論文攻略本 99年度版 医科系大学学部受験対策ブック』九段出版 1998
- 『小論文の赤本 1999年度最新版』ごま情報センター 1998
- 『早わかりハイレベル小論文』語学春秋社・中継新書 1998
- 『樋口の「見て書く流」小論文』学習研究社 快適受験αブックス 1998
- 『うかるぞ行政書士合格論述の書き方』週刊住宅新聞社 1999
- 『小論文の常識・非常識』ごま情報センター 1999
- 『読み書き新聞小論文 試験で点がとれる樋口裕一の小論文』学習研究社 大学受験V books 1999
- 『社会人入試合格小論文 樋口裕一の小論文』学習研究社 社会人入学V books 2000
- 『難関大対策目からウロコの社会系小論文』ナガセ 東進ブックス 大学入試小論文シリーズ 2000
- 『樋口裕一の小論文トレーニング』ブックマン社 大学受験合格請負シリーズ 2000
- 『21世紀の学力作文力をつける 小学高・中・低学年用』学習研究社 自分学習シリーズ 2001
- 『早慶小論文攻略プログラム 学部のクセを知ればスンナリ書ける』新評論 2001
- 『試験に合格する小論文の書き方』青春出版社 プレイブックス 2002
- 『就職論作文の参考書』学習研究社 2002
- 『樋口の推薦・AO入試小論文』栄光 大学合格ドリームチーム選書 2002
- 『高校入試受かる!小論文』学習研究社 高校合格100%ブックス 2003
- 『小論文これだけ!』東洋経済新報社 2004
- 『「頭がいい人」の受験術』ナガセ 2005 東進ブックス
- 『受かる小論文の絶対ルール 採点者はココを見る!』青春出版社 2005
- 『カリスマ先生の小論文・作文 7日間で基礎から学びなおす』PHP研究所 2006
- 『小論文・推薦入試 まるまる使える』シリーズ 桐原書店 2007
- 『大学院・大学・編入学を目指す社会人のための小論文講座 入門から志望別対策へ』学習研究社 2009
- 『小論文これだけ！ 看護深掘り編』東洋経済新報社 2011
- 『小論文これだけ！ 書き方超基礎編』東洋経済新報社　2013
- 『高校入試受かる！小論文 - 「小論文」って「作文」とどう違う？ 高校合格100％ブックス （改訂版）』学研教育出版 2013
- 『読むだけ小論文 〈基礎編〉 大学受験ポケットシリーズ （4訂版）』学研教育出版 2013
- 『読むだけ小論文 〈発展編〉 大学受験ポケットシリーズ （3訂版）』学研教育出版 2013
- 『読むだけ小論文 〈医歯薬看護医療編〉 大学受験ポケットシリーズ （3訂版）』学研教育出版 2013
- 『本番で勝つ！樋口裕一の小論文 シグマベスト （〔新装版〕）』文英堂 2013
- 『小論文これだけ！ 書き方応用編』東洋経済新報社 2014
- 『イエス・ノーで答える樋口式合格小論文』学研教育出版 2015
- 『小論文これだけ！ 今さら聞けないウルトラ超基礎編 - 短大・推薦入試から難関校受験まで』東洋経済新報社 2017
- 『採点者はココを見る！ 受かる小論文の絶対ルール最新版 大学受験』青春出版 2018
- 『小論文これだけ！ 受験生の疑問にズバリ回答！Q＆A編 - 短大・推薦入試から難関校受験まで』東洋経済新報社 2018
- 『採点者はココを見る！ 受かる小論文の絶対ルール最新版 - 大学受験』青春出版社 2018
- 『まるまる使える入試小論文 （3訂版）』桐原書店 2019
- 『小論文これだけ！ 慶応・早稲田編』東洋経済新報社 2019
- 『小論文これだけ！ 国際・地域・観光・社会・メディア超基礎編』東洋経済新報社 2020
- 『読むだけ小論文パワーアップ版 基礎編』学研プラス 2020
- 『読むだけ小論文パワーアップ版 法・政治・経済・人文・情報系編』学研プラス 2020
- 『作文力ドリル作文の基本編 小学低学年用』学研プラス 2020
- 『作文力ドリル作文の基本編 小学中学年用』学研プラス 2020
- 『作文力ドリル作文の基本編 小学高学年用』学研プラス 2020

### 一般書
- 『予備校はなぜおもしろい 新・受験文化論』日本エディタースクール出版部 1997
- 『たった1分でできると思わせる話し方』幻冬舎 2004 のち文庫
- 『頭がいい人の恋愛術 なぜロクデモナイ男がモテるのか』幻冬舎 2005
- 『ホンモノの文章力 自分を売り込む技術』集英社新書 2000
- 『日本語力崩壊 でもこうすればくい止められる』中央公論社 中公新書ラクレ 2001
- 『Yesと言わせる文章術 自分の意見が面白いほど伝わる』青春出版社 プレイブックスインテリジェンス 2002
- 『やさしい文章術 レポート・論文の書き方』中央公論社 中公新書ラクレ 2002
- 『大人のための〈読む力・書く力〉トレーニング 東大・慶應の小論文入試問題は知の宝庫』新評論 2003
- 『ホンモノの思考力 口ぐせで鍛える論理の技術』集英社 集英社新書 2003
- 『頭がいい人、悪い人の話し方』PHP研究所 PHP新書 2004
- 『うるさい人を黙らせるひとこと会話術』草思社 2004
- 『人の心を動かす文章術』草思社 2004 のち「大人のための文章道場」角川文庫
- 『モノゴトを明快にする論理力 シンプルに考えを整理する』大和書房 2004
- 『頭がいい人の「自分を高く売る」技術』角川oneテーマ21 2005
- 『頭がいい人の早わかり現代の論点』草思社 2005
- 『頭がいい人、悪い人の〈言い訳〉術』PHP研究所 PHP新書 2005
- 『頭がよくなるクラシック入門』幻冬舎 2005 のち文庫
- 『書く力が伸びる!』PHP研究所 頭がいい子に育つ「樋口メソッド」シリーズ 2005
- 『「図解」頭がいい人、悪い人の話し方』PHP研究所 2005
- 『たった400字で説得できる文章術』幻冬舎 2005
- 『できる人の書き方 嫌われる人の悪文』ビジネス社 2005
- 『話す力・聞く力が伸びる!』PHP研究所 頭がいい子に育つ「樋口メソッド」シリーズ 2005
- 『樋口式「頭のいい人」の文章練習帳』宝島社 別冊宝島 2005
- 『勉強が好きになる!』PHP研究所 頭がいい子に育つ「樋口メソッド」シリーズ 2005
- 『「本を読む子」は必ず伸びる!』すばる舎 「子どもの頭がよくなる読書の習慣」PHP文庫 2005
- 『読む力が伸びる!』PHP研究所 頭がいい子に育つ「樋口メソッド」シリーズ 2005
- 『1分で話をまとめる技術 「頭がいい人」が武器にする』青春出版社 2006 のち文庫
- 『悪魔の文章術』三笠書房 2006
- 『頭がいい人、悪い人の〈口ぐせ〉』PHP研究所 PHP新書 2006
- 『頭の整理がヘタな人、うまい人』大和書房 だいわ文庫 2006
- 『いい会議〇悪い会議×』海竜社 2006
- 『「いい人」になるな、「できる人」になれ 頭がいい人の自己改革術』マガジンハウス 2006
- 『大人のための名曲案内64選 人生を深く味わう』ビジネス社 2006
- 『"書く力"で子どもを伸ばす 親が教えられるよい作文よい感想文』学習研究社 2006
- 『図解一瞬で「頭がいい人」と言わせる技術』イースト・プレス 2006
- 『旅のハプニングから思考力をつける!』角川書店 角川oneテーマ21 2006
- 『バカを使いこなす聞き方・話し方』幻冬舎 2006 のち「バカ部下を使いこなす技術」中経 文庫
- 『樋口式「頭のいい人」の文章練習帳』2006 宝島社新書 のち文庫
- 『樋口裕一のカンペキ作文塾 ニュースで「読む」「書く」「考える」 小・中学生向け』朝日新聞社 2006
- 『樋口裕一の子どものやる気を伸ばす父親のひと言 お父さんの言葉で学力がぐんぐん伸びる!』旺文社 2006
- 『マズい日本語レストラン ムカつくコトバを出されたらどうする!?』オレンジページ 2006
- 『頭がいい上司の話し方』祥伝社 祥伝社新書 2007
- 『頭がよくなるオペラ 品位を高める、知性を磨く』ビジネス社 2007
- 『田舎者と都会人 人の心をつかむ観察力』二見書房 2007 のち「田舎者ですが、なにか?」角川文庫
- 『差がつく読書』角川書店 角川oneテーマ21 2007
- 『してもいい自慢、ついてもいいウソ』サンマーク出版 2007
- 『ダメ文章を読み取る方法ダメ文章を書かない技術 大人の「国語力」トレーニング』講談社 2007
- 『発信力頭のいい人のサバイバル術』文藝春秋社 文春新書 2007
- 『人の心をつかむ話し方の鉄則』草思社 2007
- 『文章力が面白いほど身につく本 人の心を動かす手紙・メールを書くコツ35』中経出版 2007
- 『文章力の鍛え方 わずかなトレーニングで格段に上達する』ソーテック社 2007 のち中経 文庫
- 『笑えるクラシック 不真面目な名曲案内』幻冬舎 幻冬舎新書 2007
- 『頭がいい子に育てる親の話し方』幻冬舎 2008
- 『「頭がいい」のに使えない人!』青春出版社 青春新書インテリジェンス 2008
- 『頭がいい人の聞く技術』幻冬舎 2008
- 『自分クリエイト力』講談社 講談社+α新書 2008
- 『ダメ部下・アホ上司の使い方』角川書店 角川oneテーマ21 2008
- 『知的会話入門 教養がにじみ出る聞き方、話し方』朝日新聞社 朝日新書 2008
- 『「人間通」の付き合い術 好印象に導くしぐさと話し方』中央公論社 中公新書ラクレ 2008
- 『「教える技術」の鍛え方 人も自分も成長できる』筑摩書房 2009
- 『親が教える!小学生の作文上達法』角川書店 2009
- 『新・大人のための〈読む力・書く力〉トレーニング 東大・慶應の小論文入試問題は知の宝庫』新評論 2009
- 『絶望の中で自分に言い聞かせた50の言葉』草思社 2009
- 『なぜ男はそのひと言にムッとするのか』幻冬舎 2009
- 『なぜ女はそのひと言に傷つくのか』幻冬舎 2009
- 『本当に使える!日本語練習ノート』PHP研究所 PHP新書 2009
- 『ヤバいクラシック』幻冬舎 2009
- 『読ませるブログ 心をつかむ文章術』KKベストセラーズ ベスト新書 2009
- 『自分の考えをすっきり「まとめ」しっかり「伝える」頭のいい技術』新講社 2010
- 『自慢がうまい人ほど成功する』PHP研究所 PHP新書 2010
- 『小論文これだけ！超基礎編』東洋経済新報社 2010
- 『ヴァーグナー 西洋近代の黄昏』春秋社 2010
- 『文章表現の技術 "文章力"がメキメキ上達する』産業能率大学出版部 2010
- 『頭がいい人の文章「すぐ書ける」コツ』三笠書房 知的生きかた文庫 2011
- 『頭のいい人は「短く」伝える』大和書房 だいわ文庫 2011
- 『あなた、ダメ親じゃないですか? 子どもの能力を伸ばす正しい家庭教育の要点』バジリコ 2011
- 『音楽で人は輝く 愛と対立のクラシック』集英社 集英社新書 2011
- 『子どもの考える力は「書き・読み」で伸びる!』青春出版社 2011
- 『小学生の学力は「新聞」で伸びる! 本当に「頭のいい子」に育てる新聞活用術』大和書房 2011
- 『社会人になる前に知っておくべき12カ条』PHP研究所 心の友だち 2012
- 『苦手な人もスラスラ書ける文章術』PHP研究所 2012
- 『知識ゼロからのクラシック音楽鑑賞術』幻冬舎 2012
- 『バカ部下を使いこなす技術』KADOKAWA 中経 文庫 2012
- 『日本の名作出だしの一文 あの物語の意外な冒頭部分』日本文芸社 2012
- 『バカに見える日本語』青春出版社 青春新書インテリジェンス 2012
- 『「ナニ様？」な日本語』青春出版社 青春新書インテリジェンス 2013
- 『バカと思わせない話し方』イースト・プレス 2013
- 『バカ上司を使いこなす技術』KADOKAWA 中経 文庫 2013
- 『小論文これだけ！書き方超基礎編』東洋経済新報社 2013
- 『「教養」を最強の武器にする読書術』大和書房 2013
- 『わかりやすい文章を書く技術』フォレスト出版 2013
- 『聞き方が9割』中経出版 中経 文庫 2013
- 『「教える技術」の鍛え方 - 人も自分も成長できる』筑摩書房 ちくま文庫 2013
- 『ときめきのクラシック - 「成熟と若さ」は音楽からの贈り物』幻冬舎 2014
- 『人に好かれる！ズルい言い方 - お願いする、断る、切り返す…』青春出版社 2014
- 『話は8割捨てるとうまく伝わる - 頭がいい人の「考えをまとめる力」とは！』青春出版社 青春新書インテリジェンス 2014
- 『頭のいい人の「軽々と生きる」思考術』大和書房 だいわ文庫 2014
- 『型で習得！中高生からの文章術』筑摩書房 ちくまプリマー新書 2014
- 『バカに見える人の習慣』青春出版社 青春新書インテリジェンス 2015
- 『名著の読書術 - 読んだつもりで終わらせない』KADOKAWA 2015
- 『本物の学力は12歳までの「作文量」で決まる！ - 誰でも楽しくてどんどん書いてしまう「空想作文」とは』すばる舎 2016
- 『「伝わる文章力」がつく本 - 文型を使えば、短くわかりやすく迷わず書ける！』大和書房 2016
- 『バカに見られないための日本語トレーニング』草思社 2017
- 『この一冊で芸術通になる大人の教養力』青春出版社 青春新書インテリジェンス 2017
- 『頭のいい人は「答え方」で得をする - がっかりされない答え方、一目置かれる答え方』大和書房 だいわ文庫 2018
- 『樋口裕一のひとつ上の日本語ドリル』ブックマン社 2018
- 『６５歳何もしない勇気』幻冬舎 2018
- 『６５歳から頭がよくなる言葉習慣 - 楽々の「メモる・言い換え・要約」のすすめ』さくら舎 2018
- 『バカ部下を使いこなす技術』KADOKAWA 2018
- 『頭のいい文章術 - もう、わかりにくい文章で損しない！』大和書房 だいわ文庫 2018
- 『頭のいい人の得する「会話術」 - 失敗がなくなる話し方新ルール78』大和書房 だいわ文庫 2019
- 『「頭がいい」の正体は読解力』幻冬舎 幻冬舎新書 2019
- 『イヤなことはしない！ - しなやかに、気楽に、飄々と』清流出版 2020
- 『頭のいい人の「説明」はたった10秒！ - 仕事も人生もうまくいく』青春出版社 青春新書プレイブックス 2020
- 『すばやく鍛える読解力』幻冬舎 幻冬舎新書 2020
- 『その一言で信用を失うあぶない日本語 : 頭がいい人、悪い人の言葉の選び方』青春出版社 青春新書INTELLIGENCE 2025

### 共編著
- 『高校入試受かる「作文」の料理法』服部守史共著 旺文社 1999
- 『読むだけ小論文 3(医歯薬看護系編)』大場秀浩共著 学習研究社 大学受験ポケットシリーズ 2001
- 『作文力・学力の超基礎書く力をつける ひぐち先生の書きことば塾 小学高・中・低学年用』山口雅敏共著 学習研究社 自分学習シリーズ 2003
- 『新「型」書き小論文 総合編』大原理志,山口雅敏共著 学習研究社 大学受験ポケットシリーズ 2003
- 『考える力をつける ひぐち先生の超・作文術 小学低・中・高学年用』大原理志共著 学習研究社 自分学習シリーズ 2006
- 『現代文・小論文対応読解キーワード』山口雅敏,柚木利志共著 学習研究社 大学受験ポケットシリーズ 2007
- 『樋口裕一のカンペキ国語塾 言葉はこんなにおもしろい!』山口雅敏,柚木利志共著 朝日新聞社 2007
- 『面白いほど点がとれる!小論文 まるごと図解 大学受験』白藍塾共著 青春出版社 2008
- 『クラシック名曲名盤独断ガイド ベスト3 &ワースト1』編著 大和書房 だいわ文庫 2008
- 『図解vs文章 ビジネスにはどちらが強い?どちらが役立つ?』久恒啓一共著 プレジデント社 ピンポイント選書 2008
- 『「樋口式」文章の書き方100のルール 簡潔に書ける!相手に伝わる!』大原理志,山口雅敏共著 PHP研究所 2008
- 『対話力』久恒啓一共著 中央公論社 中公新書ラクレ 2009
- 『試験にでる小論文「10大テーマ」の受かる書き方 大学受験』山口雅敏共著 青春出版社 2011
- 『小論文これだけ！ 教育深掘り編』大原理志，大場秀浩共著 東洋経済新報社 2012
- 『小論文これだけ！ 法深掘り編』大原理志，山口雅敏共著 東洋経済新報社 2012
- 『小論文これだけ！ 経済深掘り編』大原理志，山口雅敏共著 東洋経済新報社 2013
- 『受かる小論文の最速レッスン帳 - こうすればスラスラ書ける！』白藍塾共著 青春出版社 2014
- 『ブレない小論文の書き方樋口式ワークノート - 樋口式ワークノート』白藍塾共著 教学社 2015
- 『小論文これだけ！ 書き方医学・医療編』大原理志共著 東洋経済新報社 2015
- 『小論文これだけ！ 教育超基礎編』大原理志共著 東洋経済新報社 2016
- 『小論文これだけ！ 模範解答超基礎編 短大から難関校受験まで』大原理志共著 東洋経済新報社 2017
- 『大学入試AO・推薦入試をひとつひとつわかりやすく。』和田圭史共著 学研プラス 2017
- 『小論文これだけ！ 模範解答医学・看護・医療編』大原理志共著 東洋経済新報社 2018
- 『変わる入試に強くなる小３までに伸ばしたい「作文力」』白藍塾共著 青春出版社 2018
- 『小論文これだけ！ 模範解答経済・経営編 - 短大・推薦入試から難関校受験まで』大原理志共著 東洋経済新報社 2019
- 『まるまる使える出願書類の書き方 （三訂版）』和田圭史共著 桐原書店 2020
- 『大学入試総合・推薦入試をひとつひとつわかりやすく。（改訂版）』和田圭史共著 学研プラス 2020
- 『小論文これだけ！ 書き方経済・経営編 - 短大・推薦入試から難関校受験まで』大原理志共著 東洋経済新報社 2020

### 翻訳
- アルフレッド・ルサン『フランス士官の下関海戦記』新人物往来社 1987
- ポール・クローデル『クローデルの天皇国見聞記』新人物往来社 1989
- ソニー・ラブ・タンシ『一つ半の生命』新評論 1992
- エイモス・チュツオーラ『妖怪の森の狩人』トレヴィル 1993
- エイモス・チュツオーラ『文無し男と絶叫女と罵り男の物語』椎名正博共訳 トレヴィル 1994
- ジョルジュ・バタイユ『エロスの涙』トレヴィル 1995
- ソニー・ラブ・タンシ『苦悩の始まり』北川正共訳 新評論 2000
- マックス・ガロ『イタリアか、死か - 英雄ガリバルディの生涯』米川良夫共訳 中央公論新社 2001
- アマドゥ・ハンパテ・バー（フランス語版）『アフリカのいのち: 大地と人間の記憶 - あるプール人の自叙伝』山口雅敏，冨田高嗣共訳 新評論 2002

### 監修
- 『樋口裕一の究極のバッハ力』コンピレーション・アルバムCD3枚組 EMI 2009

### 新聞連載
- 産経新聞夕刊（「じゅく一る」面） 『ホップ・ステップ・ジャンプ・着地の作文教室』1997年10月 - 12月 40回連載
- 東京新聞・中日新聞夕刊 『65歳になったら・・・○○しなくていい宣言！』2018年1月 - 3月 60回連載